# Kocierzew Południowy (Łowicz)
Pour les articles homonymes, voir Kocierzew Południowy.
Kocierzew Południowy (prononciation [kɔˈt͡ɕɛʐɛf pɔwudˈɲɔvɨ]) est un village de la gmina de Kocierzew Południowy, du powiat de Łowicz, dans la voïvodie de Łódź, situé dans le centre de la Pologne.
Le village est le siège administratif (chef-lieu) de la gmina rurale appelée gmina de Kocierzew Południowy.
Il se situe à environ 15 kilomètres au nord-est de Łowicz (siège du powiat) et 62 kilomètres au nord-est de Łódź (capitale de la voïvodie).
Sa population s'élevait approximativement à 395 habitants en 2007.

## Administration
De 1975 à 1998, le village était attaché administrativement à l'ancienne voïvodie de Skierniewice.

Depuis 1999, il fait partie de la nouvelle voïvodie de Łódź.